# 225277 Stino
225277 Stino este un asteroid din centura principală de asteroizi.

## Descriere
225277 Stino este un asteroid din centura principală de asteroizi. A fost descoperit pe 24 septembrie 1960 la Observatorul Palomar de Lutz D. Schmadel și Reiner M. Stoss. Asteroidul prezintă o orbită caracterizată de o semiaxă mare de 2,86 ua, o excentricitate de 0,07 și o înclinație de 5,7° în raport cu ecliptica.